# Stara Sobótka
Stara Sobótka – wieś w Polsce położona w województwie łódzkim, w powiecie łęczyckim, w gminie Grabów.
Do 1954 roku istniała gmina Sobótka. W latach 1975–1998 miejscowość administracyjnie należała do województwa konińskiego.

## Opis
Między Łęczycą i Kłodawą położona jest wieś Sobótka Stara. Najstarsze źródła świadczą o jej średniowiecznym rodowodzie. Średniowieczne jest także pochodzenie tutejszego kościoła.
Rzymskokatolicka parafia pw. św. Mateusza Apostoła i św. Rocha w Starej Sobótce została erygowana w 1446. Ponadto w miejscowości żyją także wierni Kościoła Starokatolickiego Mariawitów, którzy przynależą do parafii św. Mateusza Apostoła i Ewangelisty i św. Rocha Wyznawcy w Nowej Sobótce.
Miejscowy cmentarz kryje w sobie prochy okolicznej szlachty, niestety – podobnie jak w pobliskim Mazewie, czy Świnicach Warckich – na grobach nie umieszczono żadnych dodatkowych danych. Żeby więc wykluczyć jakąkolwiek pomyłkę, ograniczmy się tylko do tych z rozwiniętymi danymi.
W Sobótce Starej zachował się jeden niezbicie szlachecki pomnik. Stylistycznie jest bardzo zbliżony do pomnika Bronisławy z Otockich Karnkowskiej († 1866), pochowanej w Strzegocinie koło Kutna. Różnica jest w materiale - tam występował marmur, na sobóckim cmentarzu użyto piaskowca. Po prawej stronie alei głównej cmentarza św. Rocha, niemal na wprost oddalonej ok. 30 metrów kaplicy, usytuowany jest wspomniany pomnik. Bogatą podstawę wieńczy piękny, neobarokowy krzyż z piaskowca. Z prawej strony umieszczono informację wskazującą na fundację żony. Główne epitafium znajduje się z przodu. Spoczął tu Józef Poradowski (l.62, † 31 III 1861 r.). Pod danymi umieszczono "wiersz":
Maxymą życia jego
Było: miłość bliźniego
Bez róźnicy stanów
Nieprzełamana niczem
Jedność i niezachwiana
Wiara w przyszłość
Z lewej strony monumentu wyryto napis:
Jako zacny obywatel
Dobry mąż i dbały
O dobro swych włościan.

## Zabytki
Według rejestru zabytków Narodowego Instytutu Dziedzictwa na listę zabytków wpisany jest obiekt:
- parafialny kościół pw. św. Mateusza i św. Rocha, ok. 1879, nr rej.: 308/50 z 21.05.1984